# ستونوول جاكسون
توماس جوناثان «ستونوول» جاكسون (بالإنجليزية: Thomas Jonathan "Stonewall" Jackson) (مواليد 21 يناير 1824 - 10 مايو 1863) خدم كجنرال كونفدرالي (1861-1863) خلال الحرب الأهلية الأمريكية، وأصبح واحدًا من أشهر قادة الكونفدرالية بعد الجنرال روبرت إي لي. لعب جاكسون دورًا مهمًا في معظم المعارك العسكرية في المسرح الشرقي للحرب حتى وفاته، وكان له الفضل في الانتصار في الكثير من المعارك المهمة.
وُلد جاكسون في منطقة من مناطق ولاية فرجينيا آنذاك (وهي اليوم جزء من ولاية فرجينيا الغربية)، وتلقى أمر تعيينه في الأكاديمية العسكرية للولايات المتحدة في ويست بوينت، وخدم في الجيش الأمريكي خلال الحرب المكسيكية الأمريكية في 1846-1848 وبرز في معركة تشابولتيبيك (1847). من 1851 إلى 1863، عمل في التدريس في معهد فرجينيا العسكري، حيث لم يكن يحظى بشعبية بين طلابه. خلال هذا الفترة تزوج مرتين. توفيت زوجته الأولى أثناء الولادة، لكن زوجته الثانية، ماري آنا موريسون، عاشت حتى عام 1915. حين انفصلت فرجينيا عن الاتحاد في مايو 1861 بعد الهجوم على حصن سمتر (12 أبريل 1861)، انضم جاكسون إلى الجيش الكونفدرالي. تميّز بقيادته لفرقة في معركة بول رن الأولى (21 يوليو 1861) في الشهر التالي، إذ وفر تعزيزات حاسمة ودحر هجومًا عنيفًا على الاتحاد. وبسبب ذلك، شبهه بارنارد إليوت بي جونيور بـ«الجدار الحجري» stone wall، ومن هنا جاء لقبه الذي لازمه دائمًا.
قدم جاكسون أداءً جيدًا في الحملات التي جرت في وادي شيناندواه خلال عام 1862. وعلى الرغم من الهزيمة الأولية التي كان سببها يعود إلى حد كبير للمعلومات الاستخباراتية المضللة، تمكن من خلال المناورات السريعة والحذرة من هزيمة ثلاثة جيوش منفصلة تابعة للاتحاد ومنع أي منهم من دعم جيش بوتوماك بقيادة الجنرال جورج بي. ماكليلان في حملته ضد ريتشموند. ثم انتقل جاكسون بسرعة إلى فرقه الثلاث لدعم جيش فرجينيا الشمالية بقيادة الجنرال لي للدفاع عن ريتشموند. وكان أداؤه سيئًا في معارك الأيام السبعة التالية (يونيو - يوليو 1862) ضد جيش بوتوماك بقيادة جورج بي. ماكليلان، لكن ذلك لم يمنع انتصار الكونفدرالية في المعارك. أثناء حملة فرجينيا الشمالية في ذلك الصيف، استولت قوات جاكسون على مستودع إمدادات مهم لجيش فرجينيا بقيادة الجنرال جون بوب، وقاومت بعد ذلك الهجمات المتكررة لقوات بوب في معركة بول رن الثانية في أغسطس عام 1862. لعبت قوات جاكسون دورًا رئيسيًا في حملة ماريلاند في سبتمبر، إذ استولت على مدينة هاربرز فيري، وهي موقع استراتيجي، ووفرت دفاعًا لميسرة الجيش الكونفدرالي في معركة أنتيتام في 17 سبتمبر، 1862. وفي معركة فريدريكسبيرج في ديسمبر، هزمت قوات جاكسون، لكنها في النهاية ردت هجومًا من قبل جيش الاتحاد تحت قيادة اللواء أمبروز برنسايد.
في أواخر أبريل وأوائل مايو 1863، في مواجهة جيش اتحاد أكبر بقيادة جوزيف هوكر في شنسلورسفيل، قسّم ليي قواته إلى ثلاث طرق. وفي الثاني من مايو، قاد جاكسون قواته التي تبلغ 30 ألف جندي وشن هجومًا مفاجئًا على الجناح الأيمن لجيش الاتحاد، ما أدى لتقهقر القوات المعادية لمسافة ميلين تقريبًا. في ذلك المساء أصيب جاكسون بعيار ناري أطلقه خفير من الجيش الكونفدرالي عن طريق الخطأ. نجا الجنرال من تلك الإصابة ولكنه فقد ذراعه اليسرى بسبب البتر؛ ضعف جسده جراء جراحه وتوفي بالتهاب رئوي بعد ثمانية أيام.
يعتبر المؤرخون العسكريون جاكسون واحدًا من أكثر القادة التكتيكيين الموهوبين في تاريخ الولايات المتحدة. حتى أن أساليبه التكتيكية مازالت تُدرس حتى اليوم. كانت وفاته نكسة شديدة للكونفدرالية، إذ لم يكن أثرها محصورًا بالأفق العسكري فحسب، بل طال معنويات الجيش والعامة. بعد وفاة جاكسون، اتخذت مآثره العسكرية صفات أسطورية، وأصبحت عنصرًا مهمًا في أيديولوجية «القضية الخاسرة».

## نشأته

### السلالة
توماس جوناثان جاكسون هو حفيد جون جاكسون (1715/1719-1801) وإليزابيث كامينز (المعروفة أيضًا باسم إليزابيث كامينغز وإليزابيث نيدلز) (1723-1828). كان جون جاكسون بروتستانتيًا أيرلنديًا من كوليرين، مقاطعة لندنديري، أيرلندا. أثناء إقامته في لندن، إنجلترا، أدين بجريمة اختلاس كبيرة لسرقته 170 جنيهًا إسترلينيًا؛ وحكم عليه القاضي في أولد بيلي بالترحيل الجزائي لسبع سنوات. أما إليزابيث فهي امرأة شقراء قوية طولها 6 أقدام (180 سم)، وُلدت في لندن، وأُدينت أيضًا يجناية السرقة في قضية مختلفة إذ سرقت 19 قطعة من الفضة والمجوهرات والدانتيل الأصلي، وحُكم عليها بعقوبة مماثلة. ثم نُقل كلاهما على متن السفينة التجارية ليتشفيلد، التي غادرت لندن في مايو 1749 مع 150 محكومًا، حيث التقى جون وإليزابيث على متن السفينة وأحبا بعضيهما مع وصول السفينة إلى أنابوليس في ولاية ماريلاند. على الرغم من أن كلًا منهما أرسل إلى مكان مختلف لقضاء محكوميته، إلا أنهما تزوجا في يوليو 1755.
هاجرت الأسرة غربًا عبر سلسة الجبال الزرقاء لتستقر بالقرب من مورفيلد، فرجينيا (الآن غرب فرجينيا) في عام 1758. في عام 1770، انتقلوا غربًا إلى وادي تايغرات. ثم بدأوا بالحصول على قطع أراضٍ زراعية كبيرة بالقرب من بلدة بيوكانان الحالية، بما في ذلك 3000 فدان (12 كيلومتر مربع) باسم إليزابيث. تجند جون وولداه المراهقان باكرًا لحرب الاستقلال الأمريكية، وقاتلوا في معركة كينغز ماونتن في 7 أكتوبر 1780؛ أنهى جون الحرب برتبة نقيب مثلما خدم ملازمًا لميليشيا فرجينيا بعد عام 1787. بينما كان الرجال في الجيش، حولت إليزابيث منزلهم إلى ملجأ، «حصن جاكسون»، للاجئين من الهجمات الهندية.
أنجب جون وإليزابيث ثمانية أطفال. وكان ابنهما الثاني هو إدوارد جاكسون (1 مارس 1759 - 25 ديسمبر 1828)، وابن إدوارد الثالث كان جوناثان جاكسون، وهو والد توماس. توفيت والدة جوناثان في 17 أبريل 1796. بعد ثلاث سنوات، في 13 أكتوبر 1799 ، تزوج والده إليزابيث ويثرهولت، وأنجبا تسعة أطفال آخرين.

### الطفولة المبكرة
وُلد توماس جاكسون في مدينة كلاركسبورغ في ولاية فرجينيا في 21 يناير 1824. وكان الطفل الثالث لجوليا بيكويث (نيل قبل الزواج) جاكسون (1798-1831) وجوناثان جاكسون (1790-1826)، المحامي. كان والدا جاكسون من مواطني فرجينيا الأصليين. كان لدى العائلة طفلان صغيران وكانوا يعيشون في كلاركسبورغ، في ما يعرف الآن بفرجينيا الغربية، عندما وُلد توماس. سُمي تيمنًا بجده لأمه. وهناك بعض الخلاف حول الموقع الفعلي لميلاد جاكسون، إذ تُظهر علامة تاريخية على فلودوول في باركرسبورغ في ولاية فرجينيا الغربية أنه وُلد في مقصورة بالقرب من تلك البقعة عندما كانت والدته تزور والديها اللذين كانا يعيشان هناك. وهناك كتابات تشير إلى أنه في مرحلة الطفولة المبكرة لجاكسون، أطلق عليه لقب «الماكاروني الحقيقي»، على الرغم من أن أصل اللقب وما إن كان حقيقيًا بالفعل غير واضح.
توفيت أخت توماس إليزابيث (وهي في السادسة من العمر) بسبب حمى التيفوئيد في 6 مارس 1826، وكان توماس البالغ من العمر عامين إلى جانب سريرها. توفي والده أيضًا بسبب حمى التيفوئيد في 26 مارس. أنجبت والدة جاكسون أخت توماس لورا آن في اليوم الذي توفي فيه والد جاكسون. فأصبحت جوليا جاكسون أرملة في الثامنة والعشرين من عمرها غارقة بالديون مع ثلاثة أطفال صغار (بما في ذلك المولود الجديد). باعت ممتلكات الأسرة لسداد الديون. ورفضت تصدق العائلة عليها وانتقلت إلى منزل صغير مُستأجر من غرفة واحدة. عملت جوليا بالخياطة ودرّست في مدرسة لتعيل نفسها وأطفالها الثلاثة الصغار لمدة أربع سنوات تقريبًا.
في عام 1830، تزوجت جوليا نيل جاكسون مرة أخرى، ضد رغبات أصدقائها. بزوجها الجديد، الكابتن بليك ب. وودسون، وهو محامٍ، ولم يحب أطفال زوجته. كانت هناك مشاكل مالية مستمرة. في العام التالي، بعد ولادة الأخ غير الشقيق توماس ويلام ويرت وودسون، توفيت جوليا تاركة أطفالها الثلاثة أيتامًا. ودفنت جوليا في قبر لا يحمل علامات مميزة بتابوت مصنوع منزليًا في مقبرة ويستليك بمحاذاة نهر جيمس وكاناوا ترنبايك في مقاطعة فاييت داخل حدود بلدة أنستيد الحالية، فرجينيا الغربية.

## معرض صور

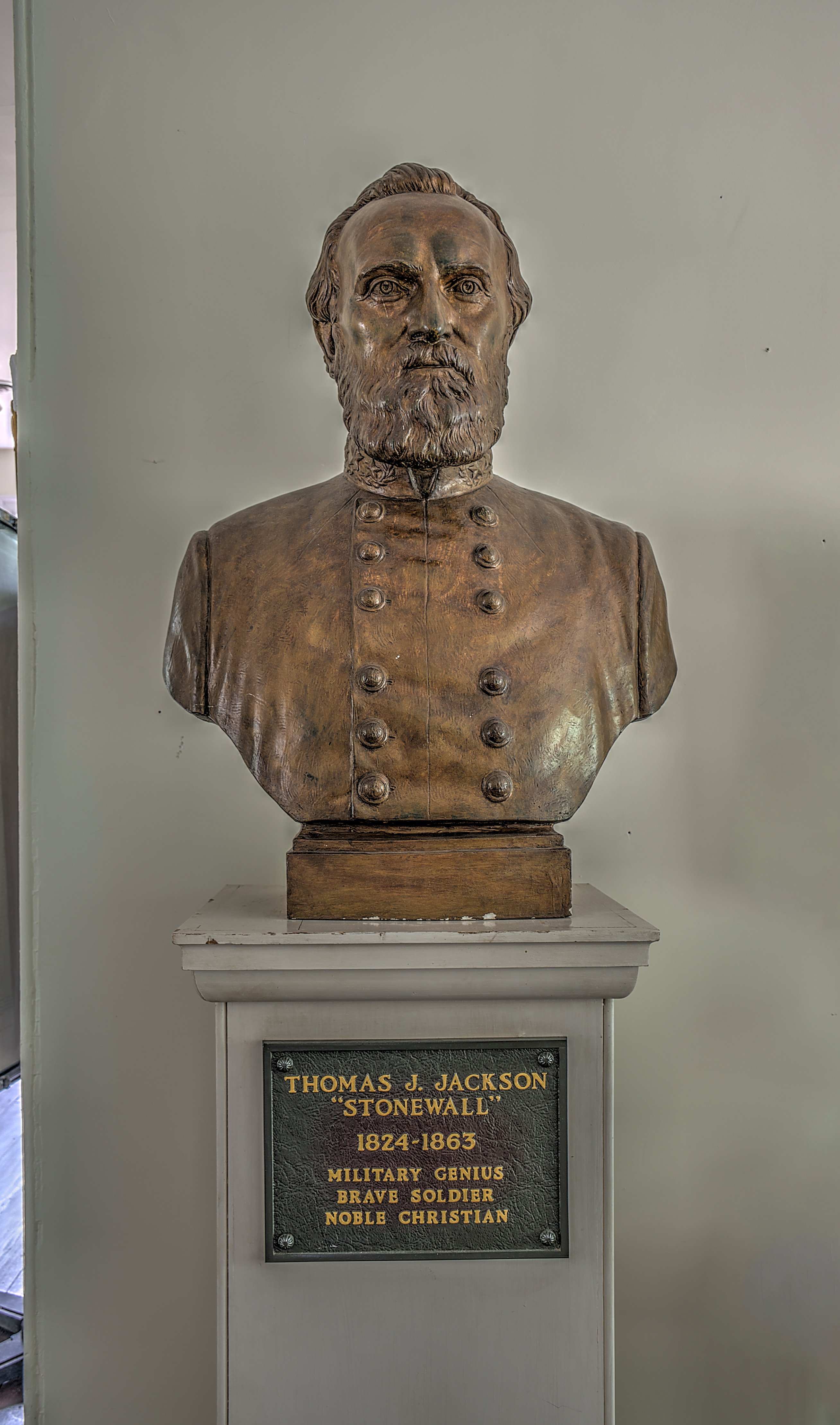
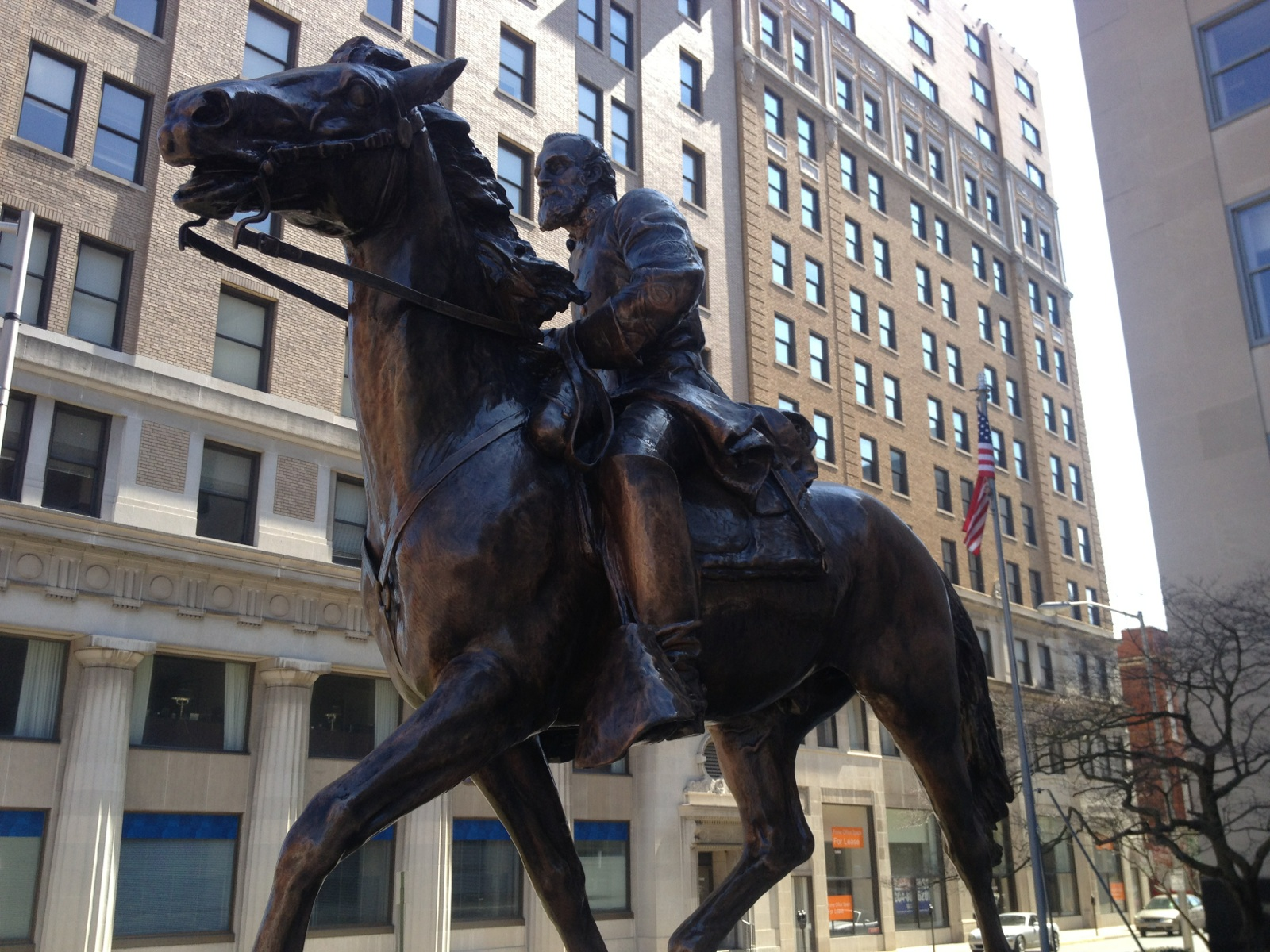
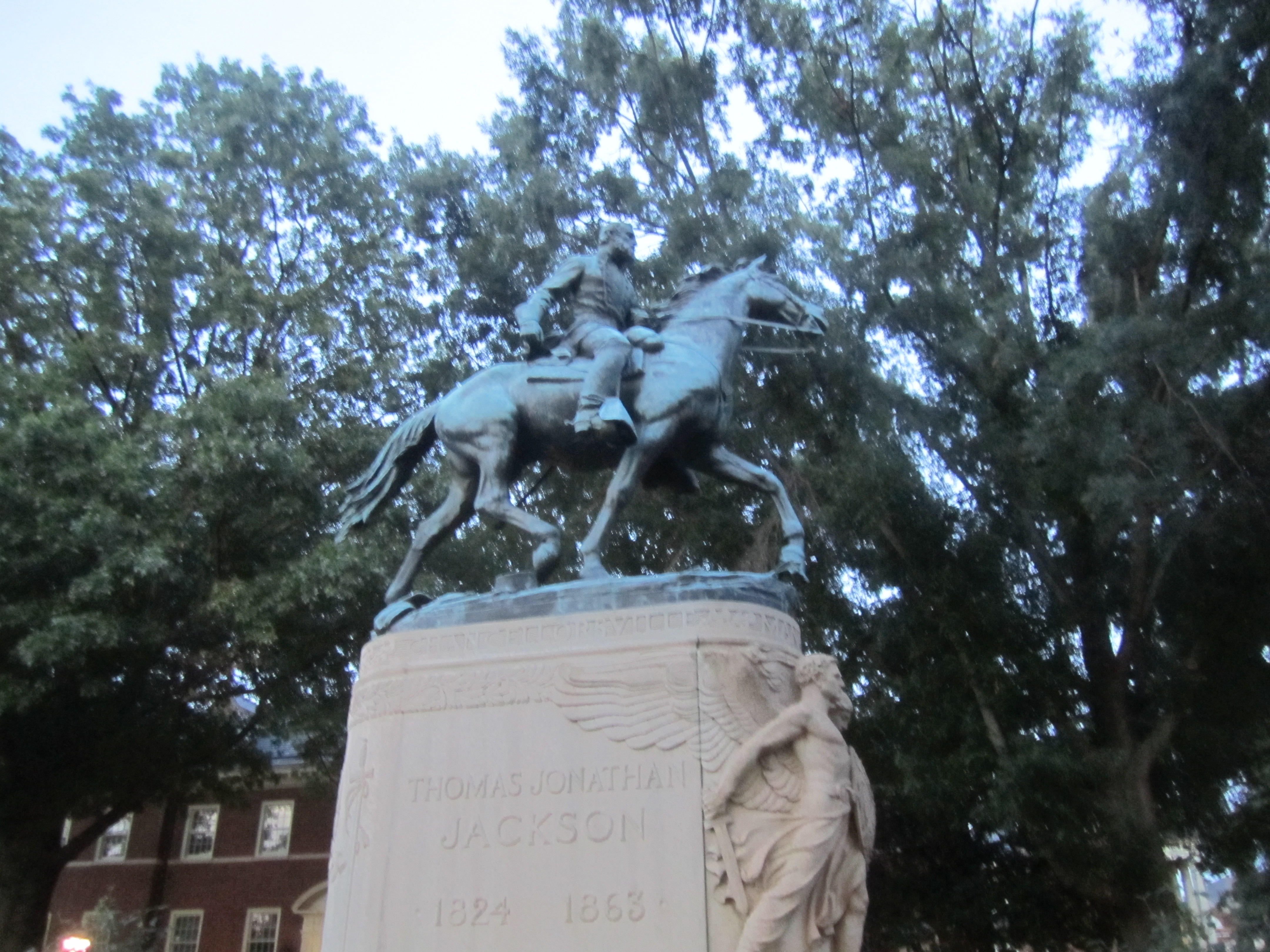
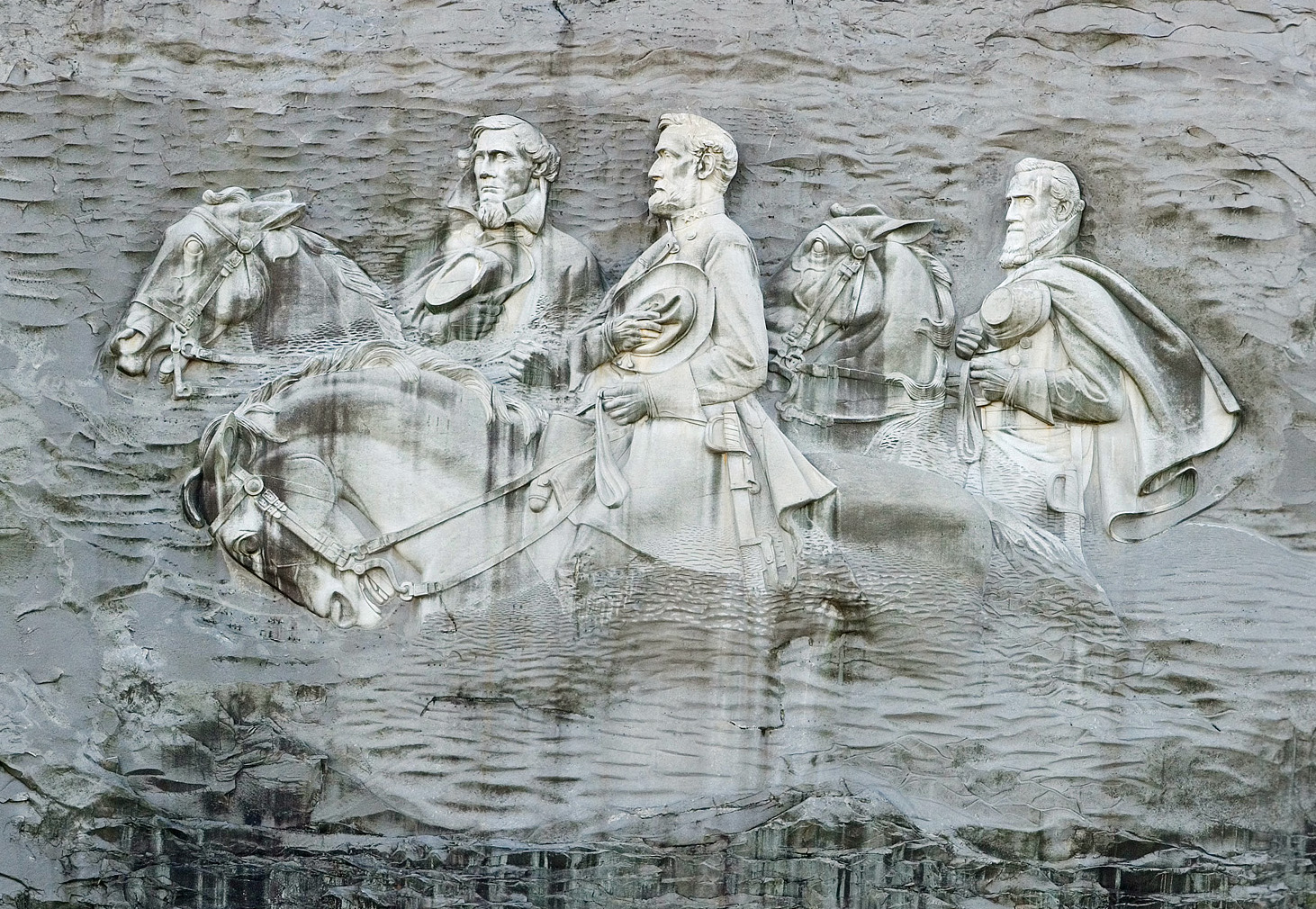

## روابط خارجية
- ستونوول جاكسون على موقع الموسوعة البريطانية (الإنجليزية)
- ستونوول جاكسون على موقع إن إن دي بي (الإنجليزية)